# Surströmming

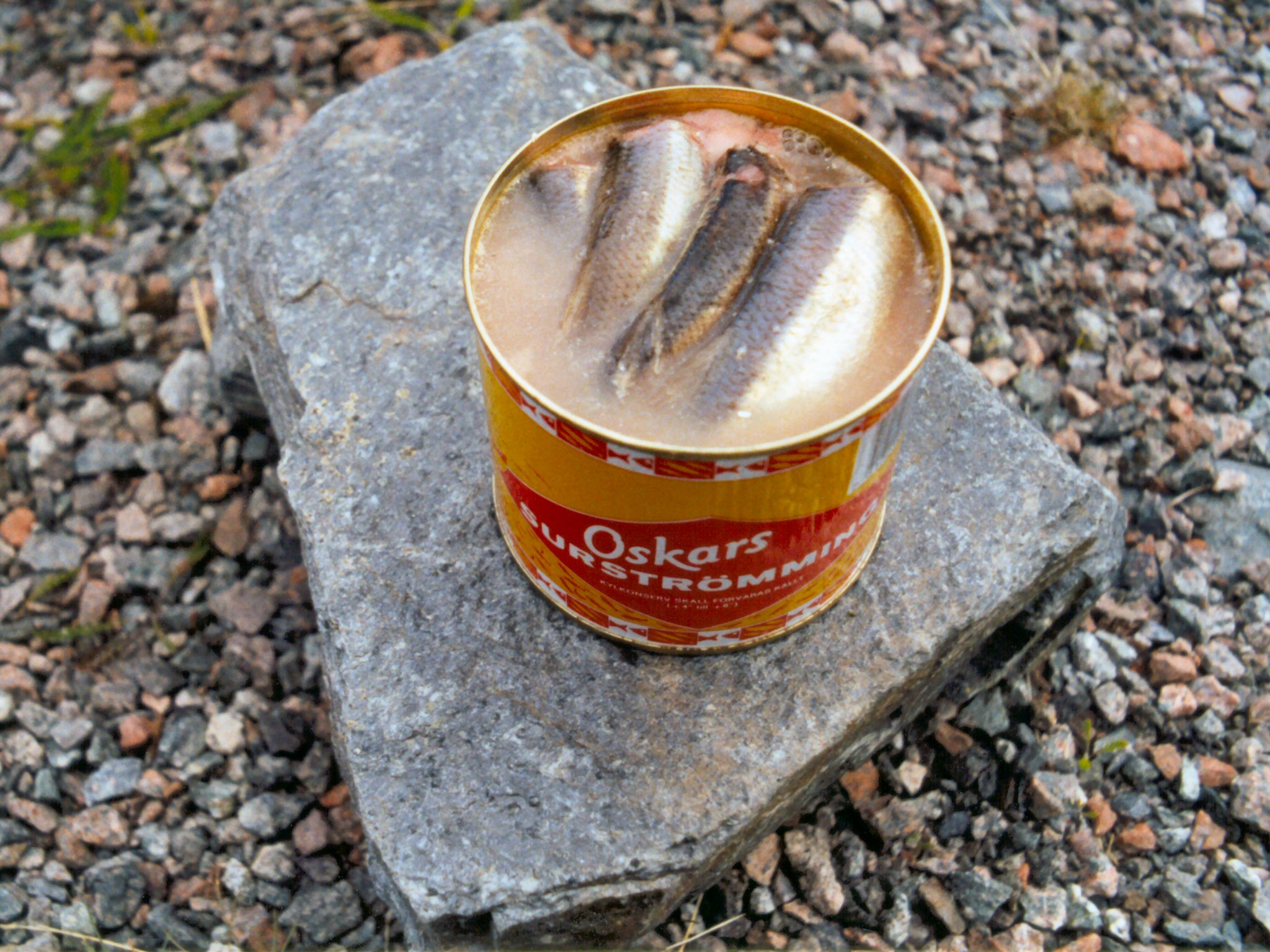
Llauna oberta de Surströmming en salaó

El Surströmming (areng agre en català) és una delícia sueca que consisteix en areng fermentat del Mar Bàltic. El surströmming es ven en llaunes, que en ser obertes deixen anar una olor forta i fètida. És per aquesta olor particular, semblant a la del peix passat o escombraries deixades al sol durant un parell de dies, que el surströmming té mala fama en la cultura popular. De fet, es diu que la gent que intenta provar el surströmming pot estar segura que mai no ho oblidarà. A causa de la seva olor, el plat se sol oferir en menjars a l'aire lliure. No obstant això, obrir la llauna sota l'aigua pot contribuir a rebaixar-ne l'olor fins a un cert punt, així com evitar tacar la persona que ho obre, ja que la fermentació sovint genera una considerable pressió dins la llauna. La paraula finesa per denominar-lo és hapansilakka.
L'areng és pescat a la primavera, quan es troba en unes condicions òptimes i està a punt de reproduir-se. L'areng es fermenta en barrils durant un o dos mesos, i després s'enllauna per continuar la fermentació. Un any més tard, s'ha generat suficient gas perquè les llaunes que eren cilíndriques hagin passat a tenir una forma més arrodonida. Aquests inusuals contenidors de surströmming poden trobar-se en supermercats de tot Suècia. No obstant això, certes aerolínies han prohibit aquestes llaunes en els seus vols, considerant-ne com a potencialment perillosos els contenidors pressuritzats.
Els responsables de la fermentació dins la llauna són bacteris del gènere Haloanaerobium. Aquests bacteris produeixen diòxid de carboni i diversos components que provoquen la seva olor peculiar: àcid propiònic, àcid sulfhídric (ou podrit), àcid butíric (mantega rància) i àcid acètic (vinagre). Una explicació proposada dels orígens d'aquest mètode de preservació és que va començar fa molt de temps, quan salar menjar era bastant car per l'alt preu de la sal. Quan s'emprava la fermentació, només es necessitava la quantitat justa de sal perquè el peix no es podrís.

## Preparació del surströmming

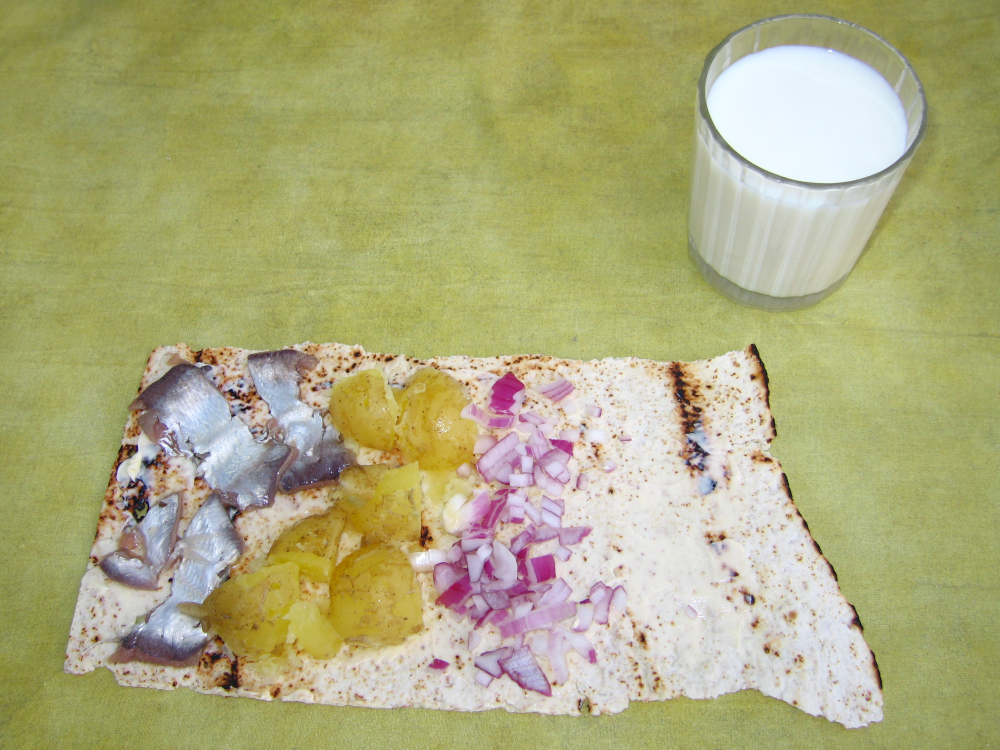
Surströmming amb patates, ceba i pa "tunnbröd""

Sovint es menja el Surströmming amb un tipus de pa anomenat tunnbröd ("pa prim", literalment). Aquest pa prim i tou (que no s'ha de confondre amb el pa cruixent, knäckebröd) es comercialitza en grans làmines quadrades que s'unten de mantega. Després se li afegeix una mica de ceba tallada i patates bullides, pelades i laminades. Les patates són d'un tipus especial, anomenades mandelpotatis o patates ametlla. Es treu un peix sencer de la llauna i tallat per la meitat. S'eliminen les seves parts toves internes, incloent els ous, d'un color gris fosc, i llavors s'obre el peix com un llibre. S'aixafa la carn vermella amb una forquilla, traient les espines per poder filetejar-la i se'n tallen porcions petites, ja llestes per a la preparació d'un sandvitx. El toc final és una mica de crème fraîche. Arribats a aquest punt, es pot o bé doblegar o bé enrotllar el tunnbröd. Tradicionalment se serveix el sandvitx de surströmming acompanyat d'un got de llet freda i un snaps. La cervesa també és avui en dia popular, encara que els efectes combinats del surströmming i l'alliberament de diòxid de carboni de la cervesa poden ser bastant desagradables durant un temps després del menjar. Hi ha molta gent que no aprecia el surströmming, i generalment es considera com un gust adquirit. També és, no obstant aquest fet, un menjar subjecte a grans passions (igual que el lutefisk).

## Controvèrsia
L'abril de 2006, divereses companyies aèries importants (com ara Air France i British Airways) prohibiren aquest peix a bord citant que les llaunes en les quals està conservat poden classificar-se com a potencialment explosives atès que estan pressuritzades. Després d'aquest fet es deixaren de vendre llaunes d'aquest producte a l'aeroport d'Estocolm.
Els productors del peix han titllat aquesta decisió de les línies aèries de "culturalment illetrada", tot afirmant que "és un mite que pugui explotar el peix enllaunat".
No obstant això, admeten que el peix pot desprendre una olor desagradable. Aquest únic detall, argumenten, però, no pot ser suficient per prohibir la venda d'aquest producte.